# Мечеть Абд аль-Ваххаб аль-Каиси
Мечеть Абд аль-Ваххаб аль-Каиси (араб. جامع عبد الوهاب القيسي‎) — мечеть в столице Ливии городе Триполи. Построена на месте погребения мусульманского богослова, шейха Абдул-Ваххаб Аль-Каиси.

## История
Точное время постройки мечети Абд аль-Ваххаб аль-Каиси неизвестно. Впервые упоминания о мечети встречается у путешественника Тиджани в XIII веке, который упомянул гробницу Абд аль-Ваххаб аль-Каиси, которая находится в мечети. Писатель ат-Трабелси аль-Харруби упомянул мечеть в своих книгах в XVI веке, а Абд аль-Салам ибн Осман, автор Книги знаков, сделал описание мечети и гробницы шейха в XVII веке. Изначально мечеть находилась за стеной Старого города. После того как город Триполи был оккупирован Италией в 1911 году стена была разрушена и мечеть попала в границы Старого города.

## Описание
Абд аль-Ваххаб аль-Каиси — небольшая мечеть в Старом городе, в Триполи.  Молитвенный зал мечети имеет прямоугольную форму площадью около 50 м², в центре которого расположены две мраморные колонны. У мечети один минарет, на верху которого расположена небольшая квадратная комната, увенчанная заостренной деревянной крышей.